# Список заслуженных тренеров России по греко-римской борьбе
Ниже приводится неполный список Заслуженных тренеров России по греко-римской борьбе. Звание присваивается с 1992 года.

## 1993
- Аваков, Феликс Петрович
- Аласханов, Зайнди Зайналбекович
- Вертунов, Павел Тихонович
- Воронин, Владимир Андреевич
- Котов, Станислав Серафимович
- Лазарев, Станислав Константинович
- Мамиашвили, Михаил Геразиевич
- Мешвез, Магомет Челеметович
- Никитин, Николай Алексеевич
- Политыка, Александр Семёнович
- Савин, Михаил Александрович
- Солопов, Анатолий Алексеевич
- Цакоев, Илья Муссаевич
- Чесноков, Вадим Евгеньевич
- Шмаков, Леонид Юрьевич

## 1994
- Етоев, Андрей Анатольевич
- Мамиашвили, Виктор Геразиевич
- Цимбалист, Роман Иванович

## 1995
- Бахман, Александр Эммануилович
- Катеринюк, Анатолий Николаевич
- Левашов, Юрий Александрович
- Мовсесян, Корюн Саакович
- Мылыгин, Владимир Борисович
- Нарбеков, Кязым Ахметович
- Рожков, Павел Алексеевич
- Самургашев, Рафаэль Вартересович
- Сусоколов, Николай Иванович

## 1996
- Дубровский, Виталий Фёдорович
- Зотов, Сергей Владимирович
- Прусов, Валентин Дмитриевич
- Резанцев, Валерий Григорьевич
- Узберг, Евгений Найдорович

## 1997
- Нелюбин, Владимир Александрович

## 1998
- Махт, Виктор Петрович
- Соломко, Николай Петрович

## 1999
- Бауэр, Иоганнес Иоганнесович
- Воронин, Виктор Геннадьевич
- Иршинский, Алексей Васильевич
- Кузякин, Сергей Леонидович
- Кутчер, Владимир Волоткович
- Перемышлев, Евгений Савельевич
- Рыбкин, Андрей Алексеевич
- Схаляхо, Азмет Мезбечевич
- Шумков, Михаил Анатольевич

## 2000
- Антонкин, Дмитрий Фёдорович
- Артюхин, Евгений Тимофеевич
- Булатов, Сергей Иванович
- Демиданов, Владимир Николаевич
- Доронин, Юрий Алексеевич
- Егоркин, Сергей Иванович
- Забейворота, Сергей Михайлович
- Иванюженков, Борис Викторович
- Иньков, Николай Иванович
- Искандарян, Мнацакан Фрунзевич
- Кавкаев, Анатолий Петрович
- Кадочкин, Александр Николаевич
- Карданов, Хасан Наусбиевич
- Катаев, Николай Васильевич
- Кудинов, Николай Иванович
- Кузнецов, Виктор Михайлович (тренер)
- Курилов, Александр Григорьевич
- Манвелян, Арцрун Сергеевич
- Мустафин, Фаргат Ахатович
- Панков, Вадим Александрович
- Парфенов, Александр Сергеевич
- Пилишин, Николай Александрович
- Сабенин, Геннадий Григорьевич
- Самургашев, Альберт Вартересович
- Сафенин, Николай Максимович
- Сейфулин, Бядют Абдулович
- Скоробогач, Анатолий Иванович
- Снигур, Геннадий Николаевич
- Степаненко, Вячеслав Павлович
- Строганов, Виктор Борисович
- Стручков, Виталий Константинович
- Тараканов, Александр Петрович
- Чеклецов, Алексей Юрьевич
- Чинибалаянц, Петр Арменакович

## 2001
- Алейников, Юрий Васильевич
- Амбарцумов, Камо Владимирович
- Блеер, Александр Николаевич
- Боргояков, Геннадий Михайлович
- Букин, Юрий Борисович
- Буланов, Сергей Андреевич
- Гайнуллин, Венер Калимуллович
- Гасымов, Машкюр Шукюр Оглы
- Жаворонков, Борис Дмитриевич
- Кузнецов, Александр Семёнович
- Кушхов, Мулид Адамович
- Летягин, Валерий Генрихович
- Онищенко, Александр Петрович
- Садыков, Раис Мударисович
- Самургашев, Семён Вартересович
- Ситников, Иван Николаевич
- Степанов, Сергей Владимирович
- Уруймагов, Владимир Борисович
- Чудаков, Анатолий Владимирович

## 2002
- Гурин, Владимир Иванович
- Загитов, Анвар Нурланович
- Коробов, Валерий Петрович
- Криков, Андрей Иванович
- Кузин, Юрий Михайлович
- Лукьянов, Александр Викторович
- Макаров, Сергей Анатольевич
- Самургашев, Вартерес Семёнович
- Серяков, Александр Григорьевич
- Шатунов, Владимир Фёдорович
- Шиханов, Александр Иванович

## 2003
- Горбачев, Анатолий Васильевич
- Гучмазов, Роберт Борисович
- Жуков, Вячеслав Семёнович
- Казаков, Юрий Сергеевич
- Ларцев, Василий Васильевич
- Мазов, Николай Юрьевич

## 2004
- Исаев, Альберт Михайлович
- Ким, Алексей Юрьевич
- Кузнецов, Виктор Васильевич (тренер)
- Ткаченко, Пётр Иванович

## 2005
- Астахин, Сергей Евгеньевич
- Галушкин, Александр Владиславович
- Игуменов, Виктор Михайлович
- Колесников, Лев Семёнович
- Левинов, Геннадий Александрович
- Сираев, Рамиль Рабисович